# Felaróf
Felaróf  es un caballo ficticio del legendarium creado por el escritor británico J. R. R. Tolkien. Fue el primero de los Mearas y poseía un nivel de inteligencia similar al de cualquier hombre, por lo que podía entender su lenguaje, aunque no pudiera hablar.

## Etimología y significado del nombre
Felaróf es una palabra poética en antiguo anglosajón, aunque no se registra en la poesía conservada, que significa «Muy fuerte» o «Muy valiente» (fela- = «muy» + róf = «valiente», «fuerte»). Tolkien usa el anglosajón, pues es el idioma en el que se inspiró para crear la lengua de los jinetes de la Marca, el rohírrico.

## Historia
Era un hermoso potro blanco salvaje nacido antes del año 2500 T. E., que fue capturado en el norte, cerca de las fuentes del Anduin por Léod de los Éothéod, el padre de Eorl, que se convertiría más tarde en el primer rey de Rohan. El potro creció hasta hacerse un caballo fuerte y orgulloso, y, a pesar de que nadie había podido montarlo, en 2501 T. E. Léod intentó la doma por sí mismo, pues era considerado un gran domador de caballos: el semental lo llevó lejos, y al final lo arrojó, muriendo al golpeársele la cabeza contra una piedra.
Eorl, que sólo contaba con 16 años de edad, juró vengar a su padre; persiguió largo tiempo al caballo, pero cuando al fin lo vio no lo mató con el arco, como esperaban sus compañeros, sino que se acercó a él, le dio el nombre Felaróf y le exigió su servicio de por vida para saldar con su libertad la deuda de sangre adquirida. Felaróf, que entendía el lenguaje de los Hombres, consintió.
Eorl lo montó desde entonces sin bocado ni brida, pero el caballo sólo se dejaba montar por él. Así lucharon en muchas batallas, entre las que destacó la de los Campos de Celebrant, en el 2510 T. E. En los días anteriores a esta batalla, según pasaban las huestes de los Éothéod entre Dol Guldur y el Anduin, una espesa niebla blanca los cubrió. Los hombres tenían miedo de que fuera un artificio del hechicero de Dol Guldur, pero Eorl se fio del instinto y la sabiduría de su caballo, que no demostraba temor; pasaron por ella y no sólo no les dañó, sino que les mantuvo a cubierto y en secreto. Fue quizá una ayuda mágica de la Dama del Bosque Dorado. Felaróf murió en el 2545 T. E. en la batalla de El Páramo, junto con su amo Eorl, con el que fue enterrado con honores en el primer montículo del linaje de los reyes de la Marca, cerca de las puertas de Edoras.

## Sobrenombres
Felaróf era conocido como «Aflicción del Hombre» (Mansbane en el original inglés) por la muerte de Léod, y también como «Padre de Caballos» (Father of Horses en el original inglés), por ser el antepasado de todos los Mearas.